# Anopsicus concinnus
Anopsicus concinnus är en spindelart som beskrevs av Willis J. Gertsch 1982. Anopsicus concinnus ingår i släktet Anopsicus och familjen dallerspindlar.
Artens utbredningsområde är Costa Rica. Inga underarter finns listade i Catalogue of Life.